# Susacón
Susacón è un comune della Colombia facente parte del dipartimento di Boyacá.